# هانس دکرس (دوچرخه‌سوار، زاده ۱۹۸۱)
هانس دکرس (هلندی: Hans Dekkers؛ زادهٔ ۸ اوت ۱۹۸۱ ‏(۴۳ سال)) دوچرخه‌سوار اهل هلند است.
از باشگاه‌هایی که در آن رکاب زده‌است می‌توان به تیم لوتوان‌ال–یومبو، تیم دوچرخه‌سواری رابوبانک دولوپمنت، تیم دوچرخه‌سواری اگریتوبل، کنندیل–دراپاک، و لاندباوکردیت–کولناخو اشاره کرد.